# Seminární práce
Seminární práce (hovorově též seminárka) je typ školní práce, kterou zhotovují žáci či studenti škol. Týkat se může např. školy vysoké, vyšší odborné, střední či jiné. Zhotovována může být buďto samostatně (samostatná práce), nebo v určitých skupinách (skupinová práce), kupř. ve dvojicích. Většinou se tato práce nepojí s její následnou obhajobou, v některých případech nicméně toto může být požadováno. Rovněž se s takovouto prací zpravidla nepojí ani oponentura. Seminární práce bývá typická kupř. pro jednotlivé předměty či kurzy na škole.

## Náležitosti
Rozsah a požadavky na takovouto práci nebývají většinou určeny normami a podmínky zpracování tak většinou závisí pouze na požadavcích konkrétního učitele, který práci studentům zadal. Práce může mít např. charakter rešerše, referátu atp. Zpravidla se jedná o práci písemnou, nicméně vyloučena nemusí být ani jiná forma práce (např. video, softwarové dílo, umělecký výstup atp.). Důvodem zhotovování obecně může být určité „procvičení,“ tedy jedná se primárně o práci studijní, nikoli striktně vědeckou, která by měla přinášet nějaké nové poznatky. Nejde o závěrečnou či kvalifikační práci jakou je např. práce bakalářská (vyšší odborná škola např. bývá spjata s absolventskou prací) a na rozdíl od těchto se rovněž s touto prací zpravidla nepojí ani oponentura či následná obhajoba. Neoznačuje se tak ani slohová práce spjatá s maturitní zkouškou (střední škola).
Seminární práce tak může být založena na rešerši odborné literatury, určitých pramenů a materie, přičemž smyslem může být procvičit, resp. prokázat, schopnost studentů zorientovat se v určitém problému, případně procvičení práce s odborným textem.
V případě vysokých škol bývá studium členěno zejména na semestry, ročníky nebo bloky, přičemž každý semestr, ročník nebo blok sestává z období výuky a zkoušek a z období prázdnin. Pakliže se zadaná práce pojí s určitým tímto časovým úsekem, hovoří se o semestrální práci (semestrálka), případně o ročníkové práci, přičemž takováto práce může, ale nemusí, být i rozsáhlejší než práce seminární.

## Obhajoba
Pokud se takováto práce obhajuje, může to mít třeba podobu prezentace před daným vyučujícím atp.